# Neobombylodes eximius
Neobombylodes eximius är en tvåvingeart som först beskrevs av Becker 1906.  Neobombylodes eximius ingår i släktet Neobombylodes och familjen svävflugor. Inga underarter finns listade i Catalogue of Life.